# Accidente ferroviario de Cartagena de 1979
El accidente ferroviario de Cartagena de 1979 fue un incidente de transporte que tuvo lugar el 19 de noviembre de 1979 en el paso a nivel del Barrio de Peral, en la ciudad española de Cartagena (Región de Murcia). En el siniestro, una locomotora embistió a dos automóviles que transitaban el paso debido a que la barrera que debía cerrar el acceso a la intersección estaba levantada, produciéndose como consecuencia la muerte de seis personas. El accidente provocó una serie de protestas ciudadanas que cristalizaron en el desvío del tráfico ferroviario y la conversión del antiguo trazado en una vía verde.

## El accidente
El 19 de noviembre de 1979, a las 20:45h, un tren de mercancías compuesto de una única locomotora regresaba a la estación de Cartagena proveniente de La Palma, donde había estado realizando maniobras. A su paso por el Barrio de Peral, a 1 km del centro urbano de Cartagena, el paso a nivel con guarda que debía interrumpir la circulación ante su proximidad no hizo descender la barrera debido a un fallo en las comunicaciones del ferrocarril que debía avisarle, de manera que varios vehículos transitaban el cruce con normalidad. Como resultado, el tren colisionó con un taxi, de matrícula MU-4246-I, y un turismo SEAT 127 de matrícula MU-6607-I, y los arrastró durante 300 metros. En el primer coche viajaban el conductor y dos usuarios, todos adultos, mientras que en el segundo lo hacían dos adultos y un niño. Cinco de las personas involucradas en el choque con la locomotora perdieron la vida en el acto, mientras que la restante quedó herida de gravedad y fue trasladada a la Residencia Sanitaria Santa María del Rosell, donde fallecería días más tarde.
Las víctimas, identificadas al poco de ocurrir la catástrofe, fueron las siguientes:
- José Acosta Mendoza: a bordo del turismo, de 30 años, casado con Pilar Blanco Pérez y padre de David.
- David Acosta Blanco: a bordo del turismo, de 4 años e hijo de José Acosta y Pilar Blanco.
- Pilar Blanco Pérez: a bordo del turismo, de 24 años, casada con José Acosta Mendoza y madre de David. Estaba embarazada.[b]
- Enrique López Belmonte: usuario del taxi, de 50 años. Era presidente del club de fútbol base AD La Esperanza, que había fundado en 1967, y se dirigía junto a José Rocamora a recoger unas camisetas para el equipo.[9] Sobrevivió a la colisión, pero falleció algunos días después en el hospital a causa de la gravedad de sus heridas.
- Tomás Ortiz Vera: conductor del taxi, de 45 años y casado. Era natural de Abanilla, pero estaba afincado en Cartagena.
- José Rocamora Martínez: usuario del taxi, de 48 años. Era vicepresidente de la AD La Esperanza, y acompañaba a Enrique López.

## Repercusiones

### Reacciones inmediatas
El accidente soliviantó a la opinión pública cartagenera, ya sensibilizada hacia el peligro de aquel paso a nivel para la seguridad vial a causa de varios antecedentes trágicos. En la jornada siguiente, 20 de noviembre de 1979, un millar de personas se concentraba en la plaza del Ayuntamiento, con apoyo de la corporación municipal, mientras los vecinos del Barrio de Peral se manifestaban en el escenario de los hechos cortando la circulación de la línea férrea durante horas, clamando tanto contra la falta de seguridad como contra la división física del barrio. La presencia de efectivos policiales y la posibilidad de que actuasen para disolver la protesta por la fuerza incrementó la tensión entre la multitud, requiriéndose la presencia del recién elegido alcalde democrático Enrique Escudero de Castro para calmarlos. Sin embargo, cuando este trató de dirigirse a los congregados con un megáfono, fue increpado e incluso le fueron arrojadas piedras.
Pocas horas después se celebró un pleno extraordinario del Ayuntamiento, en el que se acordó demandar el traslado del tráfico de ferrocarriles hacia el entorno de la fábrica de Española del Zinc, en Torreciega, tal y como estaba previsto en el Plan General de Ordenación Urbana. Entretanto se dispuso que antes de diez días los servicios técnicos emitirían un informe acerca de la solución al punto negro del Barrio de Peral, que «no puede ser otra que construir un paso elevado o subterráneo». Se convino además instar a Renfe y la Diputación Provincial de Murcia a que en el plazo de un mes procurasen los medios precisos para ello, asumiendo su coste el Ayuntamiento en caso adverso.
El 21 de noviembre fue testigo de una nueva movilización, de los miembros del sector del taxi en este caso. Entre 230 y 250 operarios protagonizaron una marcha desde la Alameda de San Antón hasta el Ayuntamiento, portando lazos negros en sus coches en señal de duelo por Tomás Ortiz, su compañero difunto. Una comisión de taxistas se reunió con el alcalde en el salón de plenos, y más tarde brindaron un homenaje a Ortiz llevando su féretro a hombros desde el hospital hasta la parroquia de Santa Florentina, y guardando un minuto de silencio ante su parada, en la calle de Ángel Bruna. Al día siguiente convocaba Escudero a los presidentes de las asociaciones de vecinos del Barrio de Peral, José María de Lapuerta, San Félix, Viviendas de América y Barriada Virgen de la Caridad a una reunión con altos cargos de la IV Zona de Renfe, para estudiar la desviación del tránsito ferroviario.

### Supresión del paso a nivel
El impulso político inicial no consiguió plasmarse en actuaciones de calado sobre el paso a nivel y el trazado viario, y progresivamente perdió continuidad, mientras que el interés de las asociaciones vecinales se mantuvo estable, como su presión sobre la esfera pública. Cada aniversario del accidente de 1979 fue conmemorado con una concentración en las vías por parte de la Asociación de Vecinos del Barrio de Peral, que a su vez presentó en la Casa de Cultura en 1980 su propio proyecto para el desvío del tren. Transcurrido un año, las autoridades municipales se reunieron una vez más con ingenieros de Renfe para la misma cuestión, sin que tampoco fructificase en un avance hacia la solución del problema.
Avanzada la década de 1980, el activismo de los residentes del Barrio de Peral alcanzó la escala supramunicipal, sucediéndose las entrevistas del dirigente vecinal Eduardo Martínez con mandatarios como Abel Caballero, ministro de Transportes entre 1985 y 1988, o Carlos Collado, presidente de la Región de Murcia de 1984 a 1993, con quien se citó el 24 de septiembre de 1987. No obstante, y pese a acciones paralelas a manifestaciones y reuniones como la recogidas de firmas, el éxito de la campaña siguió demorándose hasta el 22 de noviembre de 1998. En esa fecha fue inaugurada la nueva variante ferroviaria que inutilizaba el paso a nivel del Barrio de Peral, en una ceremonia que contó con la presencia de la alcaldesa Pilar Barreiro y el delegado de Gobierno en la Región de Murcia José Joaquín Peñarrubia Agius, quien leyó una carta del presidente del Gobierno José María Aznar excusándose por no haber podido asistir, pero felicitando pese a ello a los vecinos por su perseverencia en la consecución de aquella «histórica obra».

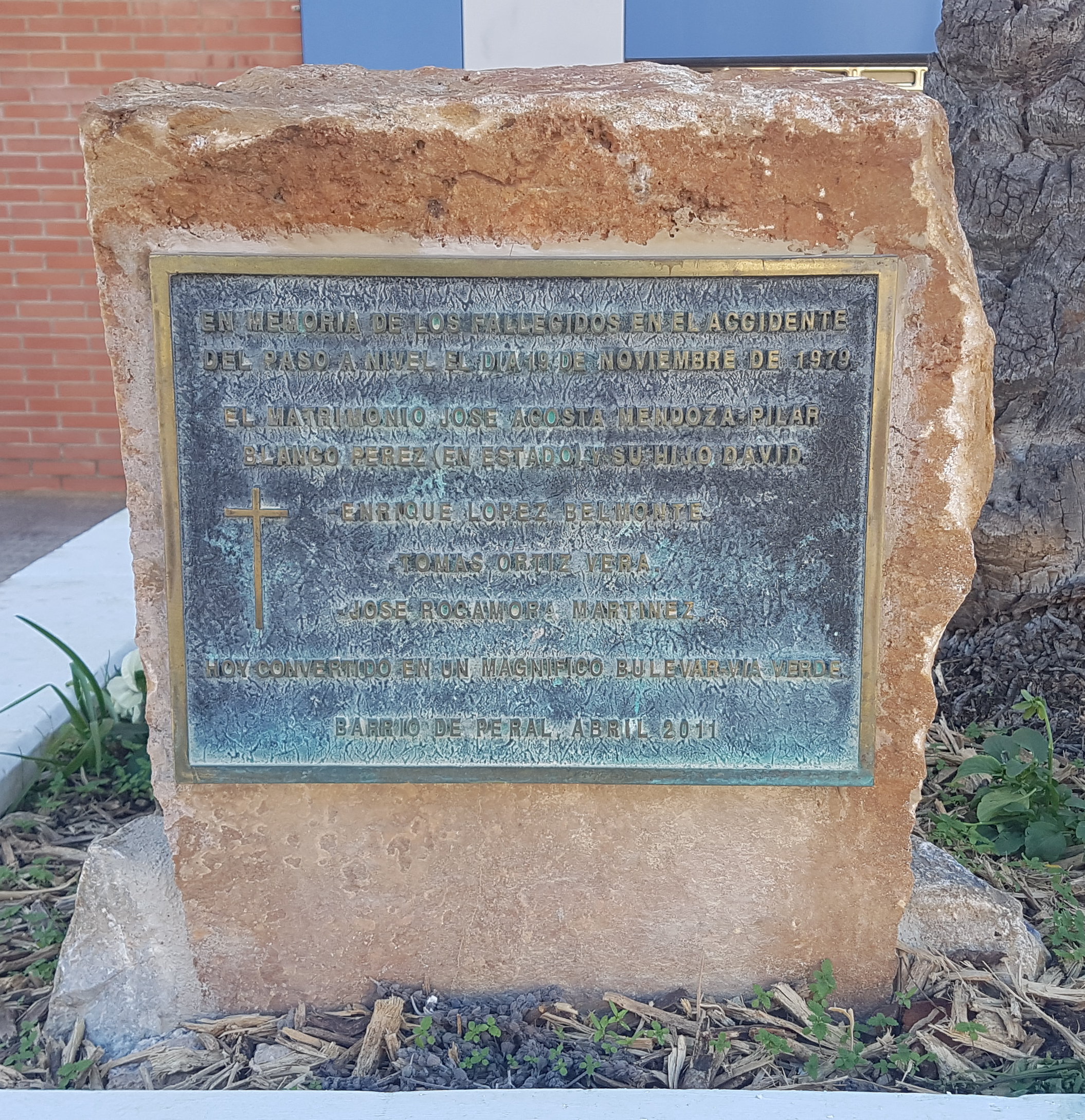
Placa en homenaje a las víctimas del accidente, instalada en 2011.

### La vía verde
Al desvío del tráfico ferroviario siguió un proyecto de acondicionamiento como vía verde de su trazado en desuso, y que contemplaba su extensión desde la Vereda de San Félix hasta Torreciega, incluyendo una ciclovía, parques, espacios de juego para niños y otras instalaciones de esparcimiento. Sin embargo el proyecto quedó paralizado durante años, de forma que en 2008, con motivo del décimo aniversario de la desaparición del paso a nivel, siete asociaciones de vecinos de Cartagena –incluida la del Barrio de Peral– consensuaron un manifiesto exigiendo la remodelación de la vía, a la vez que organizaban una exposición fotográfica que rememoraba tanto el siniestro de 1979 como las movilizaciones ciudadanas subsiguientes.
El arranque definitivo de las obras no llegó hasta junio de 2010, cuando el segundo Plan E de Cartagena consignó 1.5 millones de euros a unos trabajos que finalizaron en abril de 2011. El resultado fue un recorrido de 1.8 kilómetros que hizo posible la conexión peatonal entre el Barrio de Peral y las barriadas de Los Barreros y Cuatro Santos, deshaciendo la barrera física existente hasta entonces. En 2019, por el cuadragésimo aniversario de la catástrofe de 1979, la Asociación de Vecinos convocó tanto a familiares de víctimas como a activistas del movimiento que acabó con el paso a nivel a una concentración a la que acudieron 200 personas, y en la que se proclamó la petición de retirar los pasos que aún perduraban en el municipio. Se llevó a cabo una ofrenda floral, y la alcaldesa Ana Belén Castejón descubrió una placa en recuerdo de los fallecidos.